# Marburger Schloss
Marburger Schloss er et slot i Marburg i Hessen. Det blev anlagt som en borg i det 11. århundrede og er ved siden af sin historiske betydning som den første residens for landgreverne af Hessen af stor kunst- og arkitekturhistorisk interesse.
Marburger Religionsgespräche mellem Luther og Zwingli fandt sted her i 1529.
50°48′37″N 8°46′01″Ø / 50.81019°N 8.767°Ø